# Mondello Park
Il Mondello Park è un autodromo situato a Caragh, nella contea irlandese di Kildare.

## Storia
Costruito nel 1968, attualmente il circuit è di proprietà di Martin Birrane ed ha ospitato gare del British Superbike Championship, del Campionato Europeo Velocità, del Pickup Truck Racing, dell'International GT e vari eventi di rallycross. Vengono ancora svolte competizioni a due e quattro ruote dei vari campionati nazionali irlandesi e si svolgono numerosi track-day accessibili al pubblico. Oltre a ciò l'autodromo è tappa del British Touring Car Championship, British Formula Three Championship e della Jap-Fest, unica manifestazione irlandese riservata a vetture nipponiche. Dal 2001 è classificato come circuito internazionale dalla F.I.A.

## Struttura
Situato su di una superficie di 110 acri, la struttura incorpora 3,5 km di pista, 24 box e diverse strutture di controllo. Oltre a ciò sono presenti anche 3 km di percorsi fuoristrada e 5 ettari dedicati all'attività off-road. Nei pressi del circuito è presente un museo dove sono custodite diverse auto da corsa di varia tipologia.